# Pavelcovo
Pavelcovo je přírodní rezervace v oblasti Poľana na Slovensku.
Nachází se v katastrálním území města Banská Bystrica v okrese Banská Bystrica v Banskobystrickém kraji. Území bylo vyhlášeno či novelizováno v roce 1998 na rozloze 28,6500 ha. Ochranné pásmo nebylo stanoveno.